# ティモ・ヒルデブラント
ティモ・ヒルデブラント（Timo Hildebrand、1979年4月5日 - ）は、西ドイツ・ヴォルムス出身の元サッカー選手。元ドイツ代表。現役時代のポジションはゴールキーパー（GK）。シュツットガルトやバレンシア、シャルケなどで活躍した。

## 経歴

### クラブ
1994年にVfBシュトゥットガルトのユース（下部組織）に入団し、1999年にトップチームに昇格した。2000年にフランツ・ヴォールファールトが退団すると、2000-01シーズンに正GKのポジションを獲得。以降7シーズンに渡って同クラブの守護神として活躍した。ブンデスリーガではオリバー・カーンの持っていた802分間連続無失点記録を更新する885分連続無失点の記録を2003-04シーズンに打ち立てるなど活躍し、キャプテンも任された。ラストシーズンとなった2006-07シーズンには同クラブを15シーズンぶりのマイスター獲得に導いた。
契約満了に伴い、2007年6月10日にスペインのバレンシアCFに移籍。衰えが目立ち始めたサンチャゴ・カニサレスに代わってスタメンを獲得する。スペイン国王杯では好守備を見せて優勝の立役者の一人となったが、言葉の問題や守備陣の崩壊もあってリーグ戦では活躍を見せることが出来なかった。2008-09シーズンは、ウナイ・エメリ新監督にスーペルコパでの敗戦と大量失点の責任を取らされチームから外され、新加入のレナンとユース上がりのビセンテ・グアイタの後塵を拝する。正GKとしてのプレーを望み、控えとしての待遇を拒否したため、年末に契約が解除された。
2008年12月10日、ホッフェンハイムに加入して母国復帰。ダニエル・ハースに代わって正GKを務めたが、チームからの信頼を得られずに2009-10シーズン限りで退団した。
2010年8月31日、ポルトガルのスポルティングCPと1年契約を結ぶ。しかし、ルイ・パトリシオからレギュラーを奪えず、リーグ戦2試合とカップ戦3試合の出場に留まり、シーズン終了後に退団した。
2011年夏の移籍期間中に新天地を見つけられず、一時は無所属の状態を経験する。シーズン開幕後の10月21日、マヌエル・ノイアーが移籍し更にラルフ・フェールマンとラース・ウンナーシュタルの長期離脱によりゴールキーパーを探していたシャルケ04と2011-12シーズン終了までの契約を結んだ。
2012-13シーズンは開幕スタメンを務めた。しかし、その後はウンナーシュタルの後塵を拝すなど試合に出られない時期もあったが、年末にチームが下降線に入るとポジションを奪取。年明けになると尻上がりに調子を上げていき最終節にSCフライブルクとの直接対決を制し、UEFAチャンピオンズリーグ出場権獲得となる4位に入った。2014年6月、契約満了につき退団。
2014年夏の移籍期間中に移籍先を見つけられず再び無所属の状態になったが、9月25日にケヴィン・トラップの長期離脱によりGK不足となったアイントラハト・フランクフルトへ加入した。
2015年夏にフランクフルトとの契約が終了して以降はフリーの状態が続いていたが、2016年3月29日に現役引退を発表した。

### 代表
ユース世代のドイツ代表を経て、2004年4月28日のルーマニア戦でA代表デビュー。2006 FIFAワールドカップドイツ代表ではイェンス・レーマン、オリバー・カーンに次ぐ第3GKだった。

## 代表歴

### 出場大会
- ドイツ代表
  - 2005 FIFAコンフェデレーションズカップ 3位
  - 2006 FIFAワールドカップ 3位

### 試合数
- 国際Aマッチ 7試合 0得点（2004年-2007年）[4]

| ドイツ代表 | 国際Aマッチ | 国際Aマッチ |
| 年         | 出場        | 得点        |
| ---------- | ----------- | ----------- |
| 2004       | 2           | 0           |
| 2005       | 1           | 0           |
| 2006       | 2           | 0           |
| 2007       | 2           | 0           |
| 通算       | 7           | 0           |

## タイトル
VfBシュトゥットガルト
- ブンデスリーガ 2006-07

バレンシアCF
- コパ・デル・レイ 2007-08